# Teresa Valverde
Teresa Valverde es una telenovela colombiana realizada por Caracol Televisión y transmitida por la Primera Cadena de Inravisión en 1979. Basada en la obra literaria de Emilio Cuervo, libremente adaptada para la televisión por Cosme Zúñiga, retrata a una mujer motivada por las ideas liberales que mantuvo hasta el fin, frente a una sociedad encerrada al concepto de la familia y el negocio. Por ser de esa condición ha despertado amores como Juan Vilar, Blas Portela, Alcides Bermeo e incluso con Carlos Valverde, que fue con quien se casó, debido a que su padre no gustaba la forma de ser de Juan, aunque haya congeniado con Teresa.
El país había vivido los rigores de las dos guerras mundiales y las ideologías como la derecha y la izquierda, factores decisivos para los intereses de una sociedad y hechos que han influido en la familia de Teresa y la de su esposo, Carlos, además de la circulación de un pasquín denominado La Palabra, que buscaba infundir justamente las ideas liberales para despertar y evidenciar el poco interés que hay en la justicia y la verdad. 

## Sinopsis
La historia comienza por saber quien era Teresa Valverde, qué le gustaba, cómo vivía, porqué se casó, si era buena, si era mala: inquietudes de una mujer que, al ver a un señor de avanzada edad, que lo conoce y porque la mujer que la pregunta se parece a ella; en un tiempo de dos horas narra la historia de aquella mujer que ha despertado odios y amores. 
Al saber quién era ella, se convenció de que, por más que luchó por ser una mujer libre para amar y defender los ideales de una sociedad libre ante tanta tradición, las traiciones, la ambición y la verdad se vieron reflejados 20 años después. Así Elena, su hija, sabe con seguridad quién ha sido su mamá, ya que su verdad no le fue contada por su abuelo.

## Elenco
- Laura García - Teresa Valverde / Elena Valverde
- Ugo Armando - Carlos Valverde
- Mauricio Figueroa - Juan Vilar
- Enrique Pachón - Pablo
- Alberto Saavedra - Blas Portela
- Mario Sastre - Alcides Bermeo
- Helena Mallarino - Lilia Solar de Obregón
- Carmenza Gómez - Pepita Mamoret
- Gilberto Puentes - Fernando Mejía Galván
- Roberto Reyes - Jorge Obregón
- Ramiro Corzo - Alfonso Vilar
- Pepe Sánchez - Luis Solar
- Antonio Corrales - Francisco
- Iván Rodríguez - Armando Diago
- Mariluz - Laura

## Repeticiones
La telenovela ha sido retransmitida por el canal de cable Caracol Novelas.